# Пасо Сант'Ана (Модена)
Пасо Сант'Ана је насеље у Италији у округу Модена, региону Емилија-Ромања.
Према процени из 2011. у насељу је живело 13 становника. Насеље се налази на надморској висини од 19 м.